# 藤本風悟
藤本 風悟（ふじもと ふうご、2015年〈平成27年〉5月17日 - ）は、日本の俳優、子役。

## 来歴
2024年3月、子供向け食育・料理番組「ゴー!ゴー!キッチン戦隊クックルン」（Eテレ）の6代目キッチン戦隊クックルンのクリン役に抜擢された。

## 出演

### テレビ番組
- 知らなくていいコト（NTV）Hugo役[1]
- パパジャニWEST（TBS）[1]
- 芸能人が本気で考えた!ドッキリGP（CX）[1]
- 世界一受けたい授業（NTV）[1]
- ゴー!ゴー!キッチン戦隊クックルン - クリン役（NHK Eテレ、2024年4月1日 - ）[3]
- みんな集まれ！こどもうたまつり こどもの日 歌合戦スペシャル （NHK Eテレ、2024年5月5日）- ゴー!ゴー!キッチン戦隊クックルン クリン役
- スゴEフェス2024（NHK Eテレ、2024年11月4日） - ゴー!ゴー!キッチン戦隊クックルン クリン役

### CM
- バンダイ「ユニトロボーン」（2022）[1]
- ベースフード（2022）[1]
- 家庭教師のトライ[1]
- wyeth[1]
- 大和ハウスグループ mimaru Hotel[1]
- ホテルマネジメントジャパン[1]
- OGK株式会社[1]
- ユニクロ[1]
- cannon[1]
- Sony[1]
- 積水化学グループ「ケミーとカール（ペロブスカイト）」篇(2024)